# Litoria megalops
Litoria megalops es una especie de anfibio anuro de la familia Pelodryadidae.

## Distribución geográfica
Esta especie es endémica del oeste de Nueva Guinea en Indonesia. Habita en la provincia de Papua a una altitud de 1070 m en la parte superior de la cuenca del río Wapoga.

## Apariencia
Ranas adultas machos son 2.7 a 2.8 de largo, y las hembras 3.2 a 3.6 cm.  Esa rana tiene ojos mue largos, y esto es por que los científicos le dan el hombre megalops.  Sus patas delanteras no están palmeadas, pero las patas traseras sí.  Tiene dientes vomerines. Algunas de las ranas son de color amarillo-marrón de ámbar con una marca verde sobre cada ojo y una franja verde en el cuerpo, y algunas son de color naranja brillante.

## Ciclo vital
Esta rana tiene huevos claros. Pone sus huevos debajo de las rocas en el fondo de los arroyos. Los renacuajos tienen cuerpos aplastados y ventosas en la boca.

## Publicación original
- Richards & Iskandar, 2006 : A new species of torrent-gwelling Frog (Hylidae, Litoria) from the mountains of New Guinea. Current Herpetology, vol. 25, n.º 2, p. 57-63.[6]